# We are seven
We are seven in een livealbum van Magenta. Het album werd opgenomen tijdens het concert op 8 april 2018 in The Robin 2 te Bilston, Wolverhampton. Magenta voerde toen hun op dat moment recentste studioalbum We are legend in haar geheel uit, aangevuld met wat extra werk. Na de pauze werd vervolgens het album Seven uit 2004 uitgevoerd. De titel van het livealbum is dan ook een samentrekking van die titels. Het verwijst tevens naar het aantal musici op het podium: zeven. De muziek van Seven heeft veel weg van de muziek van bands als Yes, Genesis en Renaissance, terwijl We are legend een meer eigen geluid laat horen, aldus Progwereld, terug te vinden in langere composities als Trojan. Het album werd uitgebracht op dvd en in een beperkte oplage op dubbel-cd.

## Musici
- Christina Booth – zang
- Chris Fry – gitaar, achtergrondzang
- Rob Reed – toetsinstrumenten, achtergrondzang
- Dan Nelson – basgitaar
- Jiffy Griffiths – drumstel
- Karla Powell – hobo
- Katie Axelsen – dwarsfluit

## Muziek
| Nr. | Titel           | Duur  |
| --- | --------------- | ----- |
| 1.  | Speechless      | 5:25  |
| 2.  | Trojan          | 26:52 |
| 3.  | Colours         | 11:19 |
| 4.  | Legend          | 12:13 |
| 5.  | Prekestolen     | 4:04  |
| 6.  | The lizard king | 5:19  |

| Nr. | Titel    | Duur  |
| --- | -------- | ----- |
| 1.  | Gluttony | 12:26 |
| 2.  | Envy     | 9:47  |
| 3.  | Lust     | 12:50 |
| 4.  | Anger    | 7:03  |
| 5.  | Greed    | 7:09  |
| 6.  | Sloth    | 10:01 |
| 7.  | Pride    | 14:21 |